# Álex Alonso
Alejandro Alonso Gancedo (parfois appelé couramment Álex Alonso) né le 14 février 1999 à Santander, est un joueur espagnol de hockey sur gazon. Il évolue au poste de défenseur à la Real Sociedad de Tenis et avec l'équipe nationale espagnole.
Il a participé à l'Euro 2021 et aux Jeux olympiques d'été de 2020.

## Carrière

### Championnat d'Europe
- Top 8 : 2021

### Jeux olympiques
- Top 8 : 2020